# Rue Paul-Chautard
La rue Paul-Chautard est une rue du 15e arrondissement de Paris.

## Origine du nom

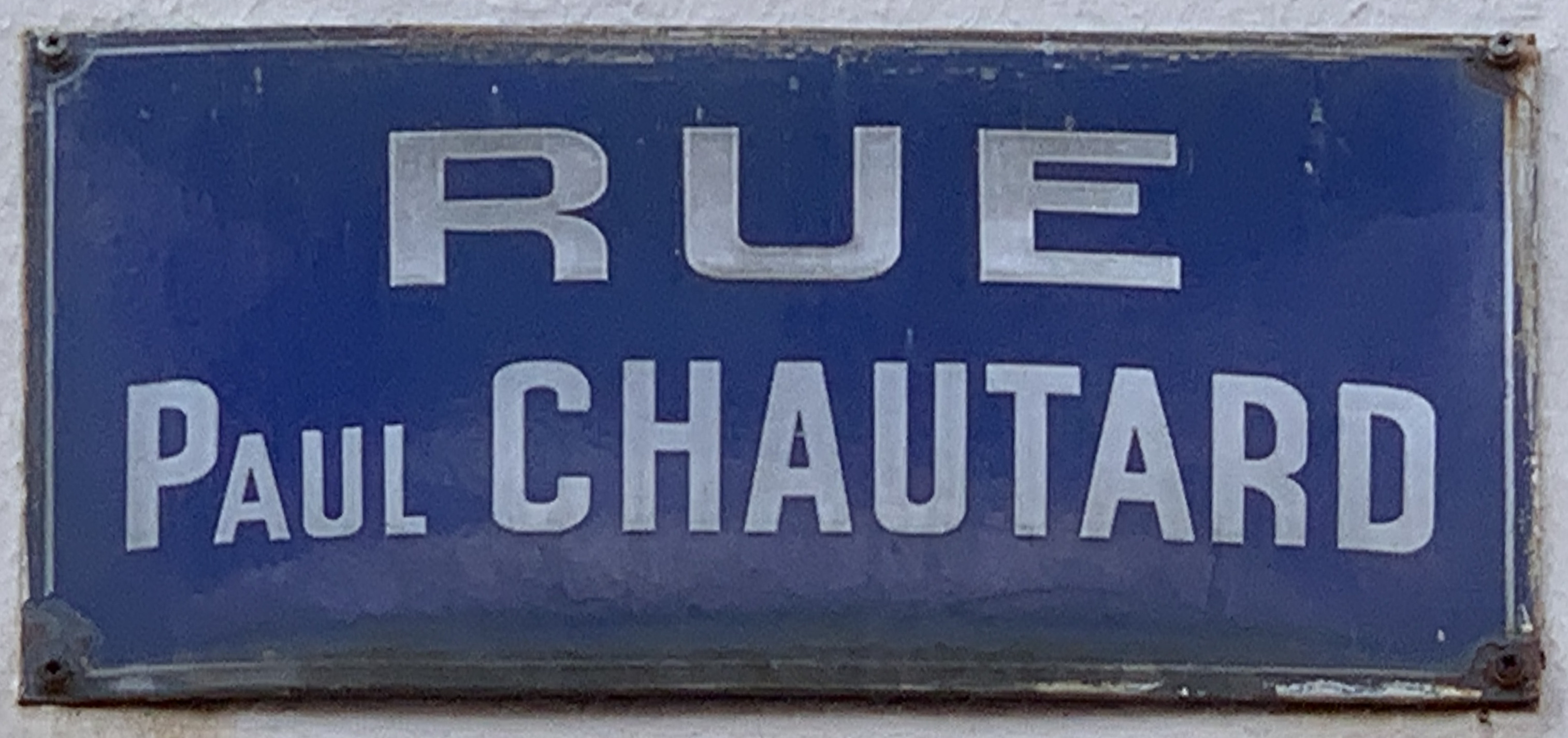
Plaque de la rue.

La rue a été nommée en l'honneur de Paul Chautard (1862-1933), conseiller municipal et député de l'arrondissement.

## Historique
La voie est ouverte en 1932 par la société La France mutualiste et prend sa dénomination actuelle l'année suivante.